# Sommer-Paralympics 2012/Teilnehmer (Algerien)
| stlisierte Goldmedaille | stlisierte Silbermedaille | stlisierte Bronzemedaille |
| ----------------------- | ------------------------- | ------------------------- |
| 4                       | 6                         | 9                         |

Algerien entsandte zu den Paralympischen Sommerspielen 2012 in London 32 Sportler – 6 Frauen und 26 Männer.:

## Medaillen

### Medaillenspiegel
| Medaillenspiegel Algerien |                |                              |                           |                           |        |
| Platz                     | Sportart       | Goldmedaille – Olympiasieger | Silbermedaille – 2. Platz | Bronzemedaille – 3. Platz | Gesamt |
| 1                         | Leichtathletik | 03                           | 03                        | 05                        | 11     |
| 2                         | Judo           | 0                            | 0                         | 03                        | 03     |
| Total                     | Total          | 3                            | 3                         | 8                         | 14     |

### Medaillengewinner

#### Gold
| Name             | Sportart       | Wettkampf                  |
| ---------------- | -------------- | -------------------------- |
| Mohamed Berrahal | Leichtathletik | Diskuswerfen Männer F51-53 |
| Kamel Kardjena   | Leichtathletik | Kugelstoßen Männer F32-33  |
| Nassima Saifi    | Leichtathletik | Diskuswerfen Frauen F57-58 |

#### Silber
| Name             | Sportart       | Wettkampf                     |
| ---------------- | -------------- | ----------------------------- |
| Karim Betina     | Leichtathletik | Kugelstoßen Männer F32-33     |
| Hocine Gherzouli | Leichtathletik | Diskuswerfen Männer F40       |
| Mounia Gasmi     | Leichtathletik | Keulenwerfen Frauen F31/32/51 |

#### Bronze
| Name             | Sportart       | Wettkampf                     |
| ---------------- | -------------- | ----------------------------- |
| Lahouari Bahlaz  | Leichtathletik | Keulenwerfen Männer F31/32/51 |
| Mounir Bakiri    | Leichtathletik | Kugelstoßen Männer F32-33     |
| Mohamed Berrahal | Leichtathletik | 100 m Männer T51              |
| Kamel Kardjena   | Leichtathletik | Diskuswerfen Männer F32-34    |
| Samir Nouioua    | Leichtathletik | 1500 m Männer T46             |
| Mouloud Noura    | Judo           | Männer bis 60 kg              |
| Sid Ali Lamri    | Judo           | Männer bis 66 kg              |
| Zoubida Bouazoug | Judo           | Frauen über 70 kg             |

## Teilnehmer nach Sportart

### Goalball
Männer:
- Firas Bentria
- Ishak Boutaleb
- Imad Eddine Godmane
- Abdelhalim Larbi
- Mohamed Mokrane
- Mohamed Ouali

### Judo
Frauen:
- Zoubida Bouazoug

Männer:
- Sid Ali Lamri
- Mouloud Noura

### Leichtathletik
Frauen:
- Safia Djelal
- Mounia Gasmi
- Lynda Hamri
- Nadia Medjmedj
- Nassima Saifi

Männer:
- Lahouari Bahlaz
- Abdellatif Baka
- Mounir Bakiri
- Samir Belhouchat
- Firas Bentria
- Mohamed Berrahal
- Karim Betina
- Allel Boukhalfa
- Madjid Djemai
- Hocine Gherzouli
- Sofiane Hamdi
- Khaled Hanani
- Kamel Kardjena
- Nacer-Eddine Karfas
- Fatiha Mehdi
- Djamil Nasser
- Samir Nouioua
- Zine Eddine Sekhri

### Powerlifting (Bankdrücken)
Männer:
- Hamza Bouali